# Fiddaun Castle
Fiddaun Castle er et beboelsestårn, der ligger i Tubber, County Galway tæt ved grænsen til County Clare i Irland. Det er erklæret National Monument of Ireland.
Fiodh Duin betyder "vadestedets skov" på irsk.:15 
Den ligger mellem Lough Doo og Lough Aslaun nær den moderne landsby Tubber. 
Bygningen blev opført i 1500-tallet i Kiltartan-baroniet Uí Fiachrach Aidhne, hvor det var én af fire borge ejet af O'Shaughnessy-familien.
Fiddaun blev sandsynligvis opført af Sir Roger Gilla Dubh Ó Seachnasaigh, da han omtales som den første person, der boede her, og der ikke er kilder på noget inden.